# Ziegelhütte (Feilitzsch)
Ziegelhütte ist ein Gemeindeteil der Gemeinde Feilitzsch im Landkreis Hof (Oberfranken, Bayern).

## Lage
Die Einöde liegt südöstlich des Hauptorts Feilitzsch an der Kreisstraße HO 1 nach Hof westlich des Trogener Gemeindeteils Kienberg in einer Mittelgebirgslandschaft mit dem nach Süden abdachenden Thüringer Schiefergebirge, dem Mittelvogtländischen Kuppenland, dem Frankenwald und dem Übergang zum Fichtelgebirge.

## Geschichte
Die Entstehung des Ortes ist mit dem Uradel des fränkischen Vogtlands verbunden. Darüber gibt die Chronik der Gemeinde Feilitzsch Auskunft.